# Chiesa di Santa Caterina alla Chiusa
La chiesa di Santa Caterina alla Chiusa era una chiesa di Milano. Situata nell'attuale via Chiusa, nell'isolato compreso tra le attuali via Crocefisso e via del Don, la chiesa fu demolita nel 1826.

## Storia
La chiesa fu fondata secondo la tradizione dalla beata Modesta Bolla, morta nel 1502 e ivi poi sepolta, mentre l'Archivio di Stato indica solo la data della fondazione del monastero annesso, avvenuta nel 1495.
Nel XVI secolo il monastero crebbe di importanza e ve ne furono aggregati vari altri, tra cui il monastero di Santa Maria Costa nei pressi dell'attuale porta Ludovica. La chiesa sconsacrata fu demolita nel 1826.

## Descrizione
La facciata, disegnata da Cristoforo Lombardo detto il Lombardino e descritta anche dal Vasari era divisa in quattro ordini sovrapposti:  i primi tre scanditi verticalmente da quattro colonne binate, mentre il quarto, più stretto, era coronato da un timpano triangolare.
L'interno era ad una sola navata e diviso in due parti, una per i fedeli e l'altra per le monache, con quattro cappelle. L'altare maggiore era adornato da due opere del Procaccini.